# Karl Hudson-Phillips
Karl Terrence Hudson-Phillips QC (* 20. April 1933; † 15. Januar 2014 in London) war ein Jurist aus Trinidad und Tobago und von 2003 bis 2007 Richter am Internationalen Strafgerichtshof in Den Haag.

## Leben
Hudson-Phillips' Eltern stammten ursprünglich aus Grenada; sein Vater Henry war von 1944 bis 1946 Bürgermeister von Port of Spain.
Hudson-Phillips studierte Rechtswissenschaften am Selwyn College in Cambridge und erwarb dort 1955 einen Bachelor of Arts und 1956 einen Bachelor of Law in vergleichender Rechtswissenschaft. 1959 schloss er sein Studium an der Universität Cambridge mit dem Master of Arts ab.
1959 wurde er als Rechtsanwalt in der englischen Anwaltskammer Gray’s Inn sowie in Trinidad und Tobago zugelassen. Ab 1970 war er Kronanwalt in Trinidad und Tobago und ab 1971 Senior Counsel in Guyana. Hudson-Phillips war als Rechtsanwalt auch darüber hinaus im karibischen Raum tätig, so in Jamaika (seit 1974), in Antigua und Barbuda (seit 1977), in Grenada (seit 1983) und in St. Vincent und die Grenadinen, St. Kitts und Nevis, Anguilla, den Bahamas, St. Lucia, Barbados und den britischen Jungferninseln (alle seit 1985).
Hudson-Phillips gehörte von 1966 bis 1976 dem Parlament von Trinidad und Tobago an und amtierte von 1969 bis 1973 als Justizminister des Landes. 1974 gründete er die National Land Tenants and Ratepayers Association, die sich für eine Reform des Bodenrechts einsetzte. 1980 war er Gründer der Partei Organisation for National Reconstruction, die an den nationalen Wahlen im Jahr 1981 teilnahm, 1983 eine Koalition mit der National Alliance unter Basdeo Panday, Arthur N. R. Robinson und Lloyd Best einging und 1986 offiziell mit dieser zur National Alliance for Reconstruction fusionierte, welche dann die Wahlen im selben Jahr für sich entscheiden konnte.
2003 wurde Hudson-Phillips über die Liste A für eine Amtszeit von neun Jahren als Richter an den Internationalen Strafgerichtshof in Den Haag gewählt, wo er der Verfahrensabteilung zugeteilt war. Er fungierte als Vorsitzender in den ersten Sitzungen des Gerichtshofs bis zur Wahl des Präsidenten und der Vizepräsidenten. Zudem wirkte er aktiv an der Ausarbeitung der Verfahrensordnung des Gerichtshofs mit. Am 14. März 2007 trat er mit Wirkung zum 30. September 2007 aus persönlichen Gründen von seinem Amt zurück. Im Rahmen der durch seinen Rücktritt und durch den Rücktritt der Richter Claude Jorda und Maureen Harding Clark erforderlich gewordenen Nachwahl wurden Daniel David Ntanda Nsereko aus Uganda, Fumiko Saiga aus Japan und Bruno Cotte aus Frankreich an den Gerichtshof gewählt.
Am 23. Juli 2010 wurde Hudson-Phillips vom Präsidenten des UN-Menschenrechtsrates mit der Leitung einer Untersuchungskommission über den Ship-to-Gaza-Zwischenfall betraut. Die Kommission kam in ihrem Bericht zu dem Schluss, dass das israelische Vorgehen bei der Erstürmung „unverhältnismäßig“ gewesen sei und von einem „völlig unnötigen und unglaublichen Grad von Gewalt“ zeuge. Im selben Jahr wurde Hudson-Phillips der höchste Orden seines Heimatlandes, der Order of the Republic of Trinidad and Tobago, verliehen.
Am 15. Januar 2014 starb er in London.

## Publikationen (Auswahl)
- The settlement of labour disputes in Trinidad and Tobago. Port of Spain 1969.
- A Case for Greater Public Participation in the Legislative Process. Oxford University Press, 1987.
- Law and Practice of Arbitration in Trinidad and Tobago. In: International Commercial Arbitration Bulletin 1997.